# Radiogrammitis coredrosora
Radiogrammitis coredrosora är en stensöteväxtart som först beskrevs av Cornelis Rugier Willem Karel van Alderwerelt van Rosenburgh, och fick sitt nu gällande namn av Barbara S. Parris. Radiogrammitis coredrosora ingår i släktet Radiogrammitis och familjen Polypodiaceae. Inga underarter finns listade.